# KVC Westerlo in het seizoen 2021/22
Hier vindt men de wedstrijden, spelerskern en statistieken van KVC Westerlo in het seizoen 2021/22. Het is voor Westerlo het vijfde opéénvolgende seizoen in de Eerste Klasse B. 

## Ploegsamenstelling
Spelerskern
| Nr.           | Naam                  | Nationaliteit           | Bij club sinds | Geboortedatum | Vorige club              |
| ------------- | --------------------- | ----------------------- | -------------- | ------------- | ------------------------ |
| Keepers       |                       |                         |                |               |                          |
| 1             | David Jensen          | Denemarken              | 2021           | 25-03-1992    | New York Red Bulls       |
| 30            | Koen Van Langendonck  | België                  | 2013           | 09-06-1989    | K. Beerschot AC          |
| 22            | Kristof Van Hout      | België                  | 2015           | 09-02-1987    | KRC Genk                 |
| 26            | Pieter Caubergh       | België                  | 2019           | 09-03-1999    | jeugd                    |
| Verdedigers   |                       |                         |                |               |                          |
| 23            | Rubin Seigers         | België                  | 2021           | 11-01-1998    | KRC Genk                 |
| 2             | Pietro Perdichizzi    | België Italië           | 2020           | 16-12-1992    | Union Sint-Gillis        |
| 20            | Noël Soumah           | Senegal                 | 2018           | 21-12-1994    | AA Gent                  |
| 42            | Guy Serge Yameogo     | Ivoorkust               | 2021           | 30-12-2000    | Samsunspor               |
| 18            | Kouya Mabea           | Ivoorkust               | 2020           | 23-10-1998    | Vitória Guimarães SC B   |
| 32            | Edisson Jordanov      | Bulgarije Duitsland     | 2021           | 08-06-1993    | Union Sint-Gillis        |
| 16            | Léo Seydoux           | Zwitserland             | 2021           | 16-03-1998    | Young Boys Bern          |
| 12            | Christoffer Remmer    | Denemarken              | 2019           | 16-01-1993    | Molde FK                 |
| Middenvelders |                       |                         |                |               |                          |
| 11            | Maxim De Cuyper       | België                  | 2021           | 22-12-2000    | Club Brugge              |
| 5             | Oguz Kagan Güctekin   | Turkije                 | 2021           | 06-04-1999    | Fenerbahçe               |
| 7             | Lukas Van Eenoo       | België                  | 2018           | 06-02-1991    | KV Kortrijk              |
| 39            | Thomas Van Den Keybus | België                  | 2021           | 25-04-2001    | Club Brugge              |
| 28            | Simon Paulet          | België                  | 2020           | 15-02-2000    | Swansea FC U23           |
| 6             | Mamoutou N"Diaye      | Mali België             | 2021           | 15-03-1990    | CD Marino                |
| 60            | Trésor Mossi          | Burundi                 | 2021           | 28-08-2001    | Aigle Noir FC de Makamba |
| 10            | Jan Bernat            | Slowakije               | 2021           | 10-01-2001    | MSK Zilina               |
| 24            | Wally Fofana          | Gambia                  | 2021           | 04-05-2002    | BK Milan                 |
| 17            | Lorenzo Noviello      | België                  | 2021           | 15-02-2002    | jeugd                    |
| Aanvallers    |                       |                         |                |               |                          |
| 55            | Tuur Dierckx          | België                  | 2020           | 09-05-1995    | Waasland-Beveren         |
| 21            | Erdon Daci            | Noord-Macedonië Albanië | 2021           | 04-07-1998    | Konyaspor                |
| 9             | Lyle Foster           | Zuid-Afrika             | 2021           | 03-09-2000    | Vitória Guimarães SC B   |
| 25            | Igor Vetokele         | België Angola           | 2019           | 23-03-1992    | Charlton Athletic        |
| 14            | Kyan Vaesen           | België                  | 2019           | 13-04-2000    | jeugd                    |
| 29            | Fernand Goure         | Ivoorkust               | 2021           | 12-04-2002    | Maccabi Netanya          |

Technische Staf
| Functie          | Naam             | Nationaliteit  | Bij club sinds | Geboortedatum | Vorige club    |
| ---------------- | ---------------- | -------------- | -------------- | ------------- | -------------- |
| Hoofdtrainer     | Jonas De Roeck   | België         | 2021           | 20-12-1979    | RSC Anderlecht |
| Assistent        | Mo Messoudi      | Marokko België | 2021           | 07-01-1984    | Lyra-Lierse    |
| Assistent        | Eric Reenaers    | België         | 2014           | 09-02-1963    | /              |
| Keepertrainer    | Paul Peeters     | België         | 2014           | 22-05-1966    | /              |
| Conditie Trainer | Rutger Van Snick | België         | 2019           | 28-08-1987    | RSC Anderlecht |

Transfers
Zomer
| Naam                   | Nationaliteit           | van/naar                 | Type         |
| ---------------------- | ----------------------- | ------------------------ | ------------ |
| Inkomend               |                         |                          |              |
| Fernand Goure          | Ivoorkust               | Maccabi Netanya          | Gekocht      |
| Erdon Daci             | Noord-Macedonië Albanië | Konyaspor                | Transfervrij |
| Edisson Jordanov       | Bulgarije Duitsland     | Union Sint-Gillis        | Transfervrij |
| Mamoutou N"Diaye       | Mali België             | CD Marino                | Transfervrij |
| Oguz Kagan Güctekin    | Turkije                 | Fenerbahçe               | Gekocht      |
| Lyle Foster            | Zuid-Afrika             | Vitória Guimarães SC B   | Huur         |
| Maxim De Cuyper        | België                  | Club Brugge              | Huur         |
| David Jensen           | Denemarken              | New York Red Bulls       | Huur         |
| Thomas Van Den Keybus  | België                  | Club Brugge              | Huur         |
| Jan Bernat             | Slowakije               | MSK Zilina               | Huur         |
| Wally Fofana           | Gambia                  | BK Milan                 | ?            |
| Trésor Mossi           | Burundi                 | Aigle Noir FC de Makamba | ?            |
| Guy Serge Yameogo      | Ivoorkust               | Samsunspor               | Huur         |
| Uitgaand               |                         |                          |              |
| Kurt Abrahams          | Zuid-Afrika             | KMSK Deinze              | Transfervrij |
| Ambroise Gboho         | Ivoorkust               | FC Chambly               | Transfervrij |
| Sava Petrov            | Servië                  | NK Olimpija              | Transfervrij |
| Fabien Antunes         | Frankrijk               | Panetolikos              | Transfervrij |
| Christophe Janssens    | België                  | KMSK Deinze              | Transfervrij |
| Kel Aidou Ofori Appiah | België Ghana            | Sporting Hasselt         | Transfervrij |
| Yannick Mols           | België                  | KFC Houtvenne            | Transfervrij |
| Nader Ghandri          | Tunesië                 | Club Africain            | ?            |

## Proximus League
| Proximus League |                             |                                               |         |                                                             | |                                                            |
| Speeldag        | Wedstrijddetails            | Thuisploeg                                    | Uitslag | Uitploeg                                                    | Opstelling | Kaarten                                                    |
| Heenronde       |                             |                                               |         |                                                             | |                                                            |
| 1               | 15 augustus 20:00 Virton    | Virton                                        | 0 - 2   | KVC Westerlo                                                | Jensen Mabea, Perdichizzi, Soumah, Jordanov De Cuyper (76' Van Den Keybus), Van Eenoo, Seigers, Dierckx (87' Seydoux) Vaesen (76' Gouré), Bernát (82' Noviello)              | 27' Jordanov 45' Mabea                                     |
| 1               | 15 augustus 20:00 Virton    | 16' Van Eenoo 81' Bernát                      |         |                                                             | Jensen Mabea, Perdichizzi, Soumah, Jordanov De Cuyper (76' Van Den Keybus), Van Eenoo, Seigers, Dierckx (87' Seydoux) Vaesen (76' Gouré), Bernát (82' Noviello)              | 27' Jordanov 45' Mabea                                     |
| 2               | 20 augustus 20:00 Westerlo  | KVC Westerlo                                  | 0 - 0   | RWDM                                                        | Jensen Mabea (70' Van Den Keybus), Perdichizzi, Soumah (86' Keita), Jordanov Van Eenoo, Seigers, Bernát (86' Noviello) De Cuyper, Vaesen (79' Gouré), Dierckx                | 7' Mabea 62' Seigers                                       |
| 2               | 20 augustus 20:00 Westerlo  |                                               |         |                                                             | Jensen Mabea (70' Van Den Keybus), Perdichizzi, Soumah (86' Keita), Jordanov Van Eenoo, Seigers, Bernát (86' Noviello) De Cuyper, Vaesen (79' Gouré), Dierckx                | 7' Mabea 62' Seigers                                       |
| 3               | 28 augustus 20:45 Westerlo  | KVC Westerlo                                  | 3 - 2   | Lierse Kempenzonen                                          | Jensen Mabea, Perdichizzi, Seigers, Jordanov Van Eenoo, Van Den Keybus (77' Keita), Bernát (72' Foster) De Cuyper (78' Seydoux), Vaesen (72' Vetokele), Dierckx (87' Soumah) | 33' Dierckx                                                |
| 3               | 28 augustus 20:45 Westerlo  | Dierckx 49' (PEN) Vaesen 54' Bernát 62'       |         | 28' Yagan 73' Schuermans                                    | Jensen Mabea, Perdichizzi, Seigers, Jordanov Van Eenoo, Van Den Keybus (77' Keita), Bernát (72' Foster) De Cuyper (78' Seydoux), Vaesen (72' Vetokele), Dierckx (87' Soumah) | 33' Dierckx                                                |
| 4               | 12 september 20:00 Beveren  | Waasland-Beveren                              | 0 - 2   | KVC Westerlo                                                | Jensen Mabea, Perdichizzi, Seigers, Seydoux Van Eenoo, Van Den Keybus (90'+6 Paulet), Bernát (76' Daci) De Cuyper (76' Foster), Vaesen (83' N'Diaye), Dierckx (90'+5 Soumah) | 53' Seydoux 67' De Cuyper 78' Van Den Keybus 90+1' Dierckx |
| 4               | 12 september 20:00 Beveren  | 21' Dierckx 45' Bernát                        |         |                                                             | Jensen Mabea, Perdichizzi, Seigers, Seydoux Van Eenoo, Van Den Keybus (90'+6 Paulet), Bernát (76' Daci) De Cuyper (76' Foster), Vaesen (83' N'Diaye), Dierckx (90'+5 Soumah) | 53' Seydoux 67' De Cuyper 78' Van Den Keybus 90+1' Dierckx |
| 5               | 19 september 16:00 Westerlo | KVC Westerlo                                  | 2 - 2   | KMSK Deinze                                                 | Jensen Mabea (69' Daci), Perdichizzi (89' Soumah), Seigers, Jordanov Van Eenoo, Van Den Keybus, Bernát (83' Gouré) De Cuyper, Vaesen (46' Foster), Dierckx                   | 14' Van Den Keybus 68' Jordanov                            |
| 5               | 19 september 16:00 Westerlo | Dierckx 72' (PEN) Van Den Keybus 85'          |         | 31' Challouk 64' Challouk                                   | Jensen Mabea (69' Daci), Perdichizzi (89' Soumah), Seigers, Jordanov Van Eenoo, Van Den Keybus, Bernát (83' Gouré) De Cuyper, Vaesen (46' Foster), Dierckx                   | 14' Van Den Keybus 68' Jordanov                            |
| 6               | 26 september 20:00 Mouscron | Royal Excel Mouscron                          | 1 - 2   | KVC Westerlo                                                | Jensen De Cuyper, Perdichizzi, Seigers, Jordanov Bernát (77' Gouré), Van Eenoo, Van Den Keybus, Dierckx Foster (69' Daci), Vaesen (77' Mabea)                                | 58' Bernát 71' De Cuyper                                   |
| 6               | 26 september 20:00 Mouscron | Perdichizzi 64' (e.d.)                        |         | 14' Jordanov 90+1' Gouré                                    | Jensen De Cuyper, Perdichizzi, Seigers, Jordanov Bernát (77' Gouré), Van Eenoo, Van Den Keybus, Dierckx Foster (69' Daci), Vaesen (77' Mabea)                                | 58' Bernát 71' De Cuyper                                   |
| 7               | 1 oktober 20:00 Westerlo    | KVC Westerlo                                  | 2 - 0   | Lommel SK                                                   | Jensen De Cuyper, Perdichizzi, Seigers, Jordanov (85' Seydoux) Bernát, Van Den Keybus, Van Eenoo, Dierckx Daci (69' Gouré), Vaesen (79' Noviello)                            | 33' Jordanov 89' Jensen 90' Perdichizzi                    |
| 7               | 1 oktober 20:00 Westerlo    | Daci 56' Van Eenoo 60'                        |         |                                                             | Jensen De Cuyper, Perdichizzi, Seigers, Jordanov (85' Seydoux) Bernát, Van Den Keybus, Van Eenoo, Dierckx Daci (69' Gouré), Vaesen (79' Noviello)                            | 33' Jordanov 89' Jensen 90' Perdichizzi                    |
| 8               | 17 oktober 20:00 Brussel    | RWDM                                          | 1 - 2   | KVC Westerlo                                                | Jensen Mabea, Perdichizzi, Seigers, Jordanov De Cuyper, Van Den Keybus, Van Eenoo, Bernát (81' Gouré) Daci (81' Noviello), Vaesen (88' N'Diaye)                              | 31' Jordanov 77' Van Eenoo 88' De Cuyper                   |
| 8               | 17 oktober 20:00 Brussel    | Rommens 49' (PEN)                             |         | 34' De Cuyper 37' Daci                                      | Jensen Mabea, Perdichizzi, Seigers, Jordanov De Cuyper, Van Den Keybus, Van Eenoo, Bernát (81' Gouré) Daci (81' Noviello), Vaesen (88' N'Diaye)                              | 31' Jordanov 77' Van Eenoo 88' De Cuyper                   |
| 9               | 24 oktober 16:00 Westerlo   | KVC Westerlo                                  | 2 - 0   | Virton                                                      | Jensen Mabea, Perdichizzi, Seigers, Jordanov (90' Seydoux) De Cuyper, Van Den Keybus, Van Eenoo, Bernát (76' Noviello) Vaesen (80' Foster), Daci (79' Gouré)                 | 57' Vaesen                                                 |
| 9               | 24 oktober 16:00 Westerlo   | Vaesen 14' Daci 66'                           |         |                                                             | Jensen Mabea, Perdichizzi, Seigers, Jordanov (90' Seydoux) De Cuyper, Van Den Keybus, Van Eenoo, Bernát (76' Noviello) Vaesen (80' Foster), Daci (79' Gouré)                 | 57' Vaesen                                                 |
| 10              | 31 oktober 16:00 Deinze     | KMSK Deinze                                   | 2 - 1   | KVC Westerlo                                                | Jensen Mabea (84' Gouré), Perdichizzi, Soumah, Jordanov De Cuyper, Van Den Keybus (55' Güçtekin), Van Eenoo, Bernát (68' Seydoux) Vaesen (68' Foster), Daci                  | 33' Bernát 74' Güçtekin 84' Mabea 84' Perdichizzi          |
| 10              | 31 oktober 16:00 Deinze     | Mertens 12' Prychynenko 80'                   |         | 15' De Cuyper                                               | Jensen Mabea (84' Gouré), Perdichizzi, Soumah, Jordanov De Cuyper, Van Den Keybus (55' Güçtekin), Van Eenoo, Bernát (68' Seydoux) Vaesen (68' Foster), Daci                  | 33' Bernát 74' Güçtekin 84' Mabea 84' Perdichizzi          |
| 11              | 7 november 20:00 Westerlo   | KVC Westerlo                                  | 1 - 1   | Waasland-Beveren                                            | Jensen Mabea (88' Güçtekin), Perdichizzi, Seigers, Jordanov De Cuyper, Van Den Keybus, Van Eenoo, Bernát (88' Yaméogo) Foster (83' Vaesen), Daci (90'+1 Vetokele)            | 30' Bernát 76' De Cuyper 81' Daci 90' Jordanov             |
| 11              | 7 november 20:00 Westerlo   | Daci 74'                                      |         | 89' Edmundson                                               | Jensen Mabea (88' Güçtekin), Perdichizzi, Seigers, Jordanov De Cuyper, Van Den Keybus, Van Eenoo, Bernát (88' Yaméogo) Foster (83' Vaesen), Daci (90'+1 Vetokele)            | 30' Bernát 76' De Cuyper 81' Daci 90' Jordanov             |
| 12              | 20 november 20:45 Lierse    | Lierse Kempenzonen                            | 1 - 5   | KVC Westerlo                                                | Jensen Mabea (79' Remmer), Perdichizzi, Seigers, Seydoux Bernát (74' Vetokele), Van Eenoo, Van Den Keybus (88' Güçtekin), De Cuyper Foster (80' Vaesen), Daci                | 46' Van Den Keybus 72' Mabea 84' Vaesen                    |
| 12              | 20 november 20:45 Lierse    | Abdallah 77'                                  |         | 30' Foster 56' Daci 60' Foster 73' (PEN) Bernát 85' Seydoux | Jensen Mabea (79' Remmer), Perdichizzi, Seigers, Seydoux Bernát (74' Vetokele), Van Eenoo, Van Den Keybus (88' Güçtekin), De Cuyper Foster (80' Vaesen), Daci                | 46' Van Den Keybus 72' Mabea 84' Vaesen                    |
| 13              | 27 november 20:45 Lommel    | Lommel SK                                     | 0 - 1   | KVC Westerlo                                                | Jensen Mabea, Perdichizzi, Seigers, Seydoux (81' Remmer) Bernát, Van Eenoo, Van Den Keybus, Vetokele (69' Vaesen) Foster, Daci                                               | 48' Daci 51' Van Den Keybus 56' Perdichizzi 90+4' Foster   |
| 13              | 27 november 20:45 Lommel    | 90+2' Daci                                    |         |                                                             | Jensen Mabea, Perdichizzi, Seigers, Seydoux (81' Remmer) Bernát, Van Eenoo, Van Den Keybus, Vetokele (69' Vaesen) Foster, Daci                                               | 48' Daci 51' Van Den Keybus 56' Perdichizzi 90+4' Foster   |
| 14              | 5 december 16:00 Westerlo   | KVC Westerlo                                  | 4 - 3   | Royal Excel Mouscron                                        | Jensen Mabea, Perdichizzi (71' Yaméogo), Seigers, Remmer (59' Vaesen) Bernát (71' Vetokele), Van Den Keybus, Van Eenoo, De Cuyper (82' Paulet) Foster (82' Güçtekin), Daci   | 45+3' Foster 78' Seigers 86' Daci                          |
| 14              | 5 december 16:00 Westerlo   | Bernát 56' (PEN) Daci 58' Foster 66' Daci 74' |         | 10' (e.d.) Jensen 22' Chevalier 90+3' Bakic                 | Jensen Mabea, Perdichizzi (71' Yaméogo), Seigers, Remmer (59' Vaesen) Bernát (71' Vetokele), Van Den Keybus, Van Eenoo, De Cuyper (82' Paulet) Foster (82' Güçtekin), Daci   | 45+3' Foster 78' Seigers 86' Daci                          |

## Beker van België
| Croky Cup                 |                               |         |                                            | |                                                             |
| Wedstrijddetails          | Thuisploeg                    | Uitslag | Uitploeg                                   | Opstelling | Kaarten                                                     |
| Vijfde Ronde              |                               |         |                                            | |                                                             |
| 5 september 16:00 Luik    | Club Luik                     | 1 - 3   | KVC Westerlo                               | Van Langendonck Perdichizzi, Yameogo (55' Seigers), Mabea, Jordanov De Cuyper (85' Daci), Van Eenoo, Van Den Keybus Dierckx, Vaesen (85' N'Diaye), Vetokele (70' Foster)          | 44' Dierckx 72' Van Den Keybus 80' Vaesen                   |
| 5 september 16:00 Luik    | Mouchamps 23'                 |         | 38' Vaesen 45' (PEN) Dierckx 89' Dierckx   | Van Langendonck Perdichizzi, Yameogo (55' Seigers), Mabea, Jordanov De Cuyper (85' Daci), Van Eenoo, Van Den Keybus Dierckx, Vaesen (85' N'Diaye), Vetokele (70' Foster)          | 44' Dierckx 72' Van Den Keybus 80' Vaesen                   |
| 1/16 finale               |                               |         |                                            | |                                                             |
| 28 oktober 20:45 Westerlo | KVC Westerlo                  | 2 - 1   | Royal Antwerp                              | Van Langendock Perdichizzi, Soumah, Seigers, Seydoux De Cuyper (77' Noviello), Van Eenoo, Van Den Keybus (77' Mabea), Bernát (60' GÜçtekin) Daci (70' Goure), Foster (60' Vaesen) | 77' Van Eenoo                                               |
| 28 oktober 20:45 Westerlo | Van Den Keybus 32' Foster 44' |         | 75' Samatta                                | Van Langendock Perdichizzi, Soumah, Seigers, Seydoux De Cuyper (77' Noviello), Van Eenoo, Van Den Keybus (77' Mabea), Bernát (60' GÜçtekin) Daci (70' Goure), Foster (60' Vaesen) | 77' Van Eenoo                                               |
| 1/8 finale                |                               |         |                                            | |                                                             |
| 1 december 18:45 Westerlo | KVC Westerlo                  | 2 - 3   | OH Leuven                                  | Van Langendonck Remmer, Perdichizzi, Seigers, Mabea De Cuyper, Van Eenoo, Van Den Keybus (61' Güçtekin), Bernát Vaesen (83' Vetokele), Daci (64' Foster )(83' Noviello)           | 17' Mabea 40' Perdichizzi 66' De Cuyper 89' Van Langendonck |
| 1 december 18:45 Westerlo | Remmer 22' Bernát 67'         |         | 55' De Norre 89' Schrijvers 90+3' Maertens | Van Langendonck Remmer, Perdichizzi, Seigers, Mabea De Cuyper, Van Eenoo, Van Den Keybus (61' Güçtekin), Bernát Vaesen (83' Vetokele), Daci (64' Foster )(83' Noviello)           | 17' Mabea 40' Perdichizzi 66' De Cuyper 89' Van Langendonck |

2012/13 · 2013/14 · 2014/15 · 2015/16 · 2016/17 · 2017/18 · 2018/19 · 2019/20· 2020/21· 2021/22